# Wortakzent
Der Wortakzent oder die Wortbetonung ist in der Phonologie die lautliche Hervorhebung einer Silbe einer mehrsilbigen Wortform. Der Wortakzent ist ein prosodisches Merkmal des Wortes und einer von verschiedenen linguistischen Akzenten. Er ist einbezogen in die Satzmelodie und kann von der Umgebung abhängig sein. In längeren oder zusammengesetzten Wörtern kann es einen Haupt- und einen oder mehrere Nebenakzente geben.
In einigen Sprachen wird der Wortakzent in der Schrift kenntlich gemacht, vgl. Akzent (Schrift).
Im Folgenden notieren wir den Wortakzent mit dem System des Internationalen Phonetischen Alphabets (IPA), das eine Unterscheidung verschiedener Arten von Akzenten zulässt und in dem kurze senkrechte Striche vor die betonte Silbe ($) gesetzt werden:
- ˈ$ Der hochgestellte Strich bezeichnet den Haupt- oder Primärakzent: ˈZeitung – Comˈputer – Hoˈtel.
- ˌ$ Der tiefgestellte Strich bezeichnet den Neben- oder Sekundärakzent: ˈBahnhofˌstraße – ˌDreißigˈjahrfeier.
- ˈˈ$ Zwei hochgestellte Striche bezeichnen zuweilen den Hervorhebungs- oder kontrastiven Akzent: ˈneunˈˈzig, nicht ˈneunˈˈzehn.

## Wortakzent im Deutschen
Das Grundprinzip des Wortakzents im Deutschen ist, dass genau eine Silbe im Wort am stärksten hervorgehoben ist. Der Akzent ist dabei ein dynamischer bzw. Druck-Akzent, das heißt, er wird im Wesentlichen über eine erhöhte Lautstärke realisiert. Zu unterscheiden ist der Wortakzent von einfachen und abgeleiteten Wörtern vom Kompositaakzent. Akzente werden in der deutschen Schriftsprache bei der schriftlichen Aufzeichnung nicht gesondert gekennzeichnet, außer in seltenen Fällen bei Fremdwörtern und fremden Namen.

### Wortakzent
Sprachtypologisch ist der Wortakzent im Deutschen frei, d. h., er kann auf jeder nicht-reduzierten Silbe stehen; z. B. ˈUrlaub, kaˈputt, ˈRisiko. Unbetonbare Silben sind reduzierte Silben wie die letzten Silben in Ende, Regen, Bügel, oder.
Es gibt einige wenige Wortpaare, die sich nur durch ihren Akzent unterscheiden:
- Roˈman (Erzählung in Buchform) – ˈRoman (Name)
- Auˈgust (Monat) – ˈAugust (Vorname)
- Teˈnor (Singstimme) – ˈTenor (Grundaussage)

In der deutschen Sprache liegt der Wortakzent nach der traditionellen Auffassung regelhaft auf der Stammsilbe, welche häufig die erste Silbe eines Wortes (hinter den Präfixen) ist. Nach neuerer Auffassung wird der Wortakzent aber vom Wortende her gesehen: Eine der drei letzten betonbaren Silben trägt den Hauptakzent. Nach diesem Dreisilbengesetz wird der Wortakzent vom hinteren Rand des Wortes her bestimmt. Akzent auf der vorletzten Silbe (Pänultima-Akzent) ist dabei der häufigste Fall.
In das Deutsche integrierte Fremdwörter (auch Lehnwörter genannt) sind eine wichtige Quelle für die Einsicht in die Regeln der Wortbetonung. Abgesehen von Fremdwörtern aus dem Französischen, die oft auf der letzten Silbe betont werden (Büˈro, Restauˈrant, Hoˈtel), werden die Regeln der Ausgangssprache in der Regel nicht übernommen.
Beispiele:
- finaler Akzent: Eleˈfant, Krokoˈdil, Kaˈmel
- Akzent auf der vorletzten Silbe (Pänultima): ˈTurban, ˈKonsul, ˈBison
- Akzent auf der vorvorletzten Silbe: ˈPinguin, ˈRisiko, ˈMonitor

Instruktiv sind hier Lehnwörter aus dem Japanischen, da japanische Wörter viele Silben enthalten können. Da der Akzent im Japanischen ganz anderer Natur ist (Tonakzent), kann der Akzent bei der Entlehnung ins Deutsche nicht übernommen werden – es werden daher die Regeln des Deutschen angewandt. Wie eine Liste japanischer Lehnwörter zeigt, liegt der Akzent bei den Entlehnungen meistens auf der vorletzten Silbe (Ikeˈbana) und manchmal auf der letzten (Samuˈrai) oder drittletzten Silbe (ˈKimono). Bei viersilbigen Wörtern (Mitsuˈbishi) liegt der Akzent niemals auf der ersten Silbe. Das Dreisilbengesetz (eine der drei letzten Silben erhält Akzent) ist also erfüllt.
Bei abgeleiteten Wörtern mit Endungen (Suffixen) sind die Silben mit diesen Endungen entweder betont oder unbetont.

#### Beispiele für betonte Endungen
- -ei (Bäckeˈrei)
- -ion (Diskusˈsion)
- -al (phänomeˈnal)

#### Beispiele für unbetonte Endungen
- -ung (ˈLieferung)
- -heit (ˈSicherheit)
- -isch (ˈmalerisch)

Wenn mindestens zwei Silben der hauptbetonten Silbe vorangehen, gibt es Sekundärakzente auf diesen vorangehenden Silben, wie in ̩Bib-li- ̩o-the-'ka-rin.

### Kompositaakzent
In Komposita (zusammengesetzten Wörtern) wird ein Bestandteil gegenüber dem anderen hervorgehoben, wie in ˈTischtuch oder ˈKindergarten. In den meisten Fällen ist der erste Teil stärker betont als der zweite. In Sonderfällen kann es auch umgekehrt sein:
1. Südˈafrika, Nordaˈmerika
2. rot-ˈgrün, schwarz-ˈweiß
3. Dreiˈzimmerwohnung, Oberˈpostdirektion

Innerhalb der Teile eines Kompositums gelten die jeweiligen Bedingungen des Wortakzents.

## Wortakzent im Lateinischen
Für den Wortakzent im Lateinischen gilt das sogenannte Paenultimagesetz. Der Wortakzent liegt also auf der vorletzten Silbe, sofern diese lang ist. „Lange“ Silben enthalten einen langen Vokal oder einen Konsonant nach dem Vokal in der gleichen Silbe, wie in secundus 'zweiter'. Ist die vorletzte Silbe kurz, endet also auf einen kurzen Vokal wie in agricola 'Bauer', so liegt der Wortakzent auf der drittletzten Silbe, der Antepänultima, und zwar unabhängig von deren Quantität.

## Wortakzent in slawischen Sprachen
Im Russischen ist der Wortakzent frei, d. h., er kann im Prinzip auf jeder Silbe des Worts liegen, und beweglich, d. h., er kann in den verschiedenen Formen eines Worts an verschiedenen Position stehen. Die Betonung hat historischen Ursprung. Bei einigen Wörtern springt der Akzent, besonders in der Konjugation zwischen der ersten Person Singular und der zweiten Person Singular (bspw. я пиˈшу ja piˈschu = ich schreibe und ты ˈпишешь ty ˈpischesch = du schreibst). Außerdem haben einige Substantive betonte Pluralendungen (bspw. проˈфессор proˈfessor – профессоˈра professoˈra) oder Formen des indogermanischen Lokativs erhalten, der im modernen Russischen durch den Präpositiv ersetzt wurde.
Im Tschechischen liegt die Betonung stets auf der ersten Silbe, bei präpositionalen Verbindungen (z. B. na zdraví: auf die Gesundheit bzw. Prost!) sogar auf der Präposition. Das Tschechische unterscheidet zwischen kurzen und langen Vokalen, die mit einem Akzent versehen sind. Für die Betonung spielt dies jedoch keine Rolle.
Im Polnischen liegt die Betonung in der Regel auf der zweitletzten Silbe (Paenultima), in einigen Ausnahmefällen auf der drittletzten Silbe. Polnisch unterscheidet nicht zwischen langen und kurzen Vokalen.

## Wortakzent im Rumänischen
Das Rumänische besitzt wie das Russische einen freien und mobilen Akzent. Dabei zeichnet es sich durch eine große Bandbreite von betonbaren Silben aus, da der Akzent auf die letzte bis auf die sechstletzte Silbe fallen kann:
- Viertletzte Silbe: paturile [ˈpa.tu.ri.le] ‚die Betten‘
- Fünftletzte Silbe: nouăsprezece [ˈno.u̯ə.spre.ze.t͡ʃe] ‚neunzehn‘
- Sechstletzte Silbe: (al) nouăsprezecelea [ˈno.u̯ə.spre.ze.t͡ʃe.le̯a] ‚(der) Neunzehnte‘

Zudem gibt es Wörter und grammatische Formen, die sich nur durch ihren jeweiligen Akzent voneinander unterscheiden:
- veselă [ˈve.se.lə] ‚glücklich‘ vs. veselă [ve.ˈse.lə] ‚Geschirr‘
- cântă [ˈkɨn.tə] ‚er/sie/es singt‘ vs. cântă [kɨn.ˈtə] ‚er/sie/es sang‘